# Lanz-Punkt

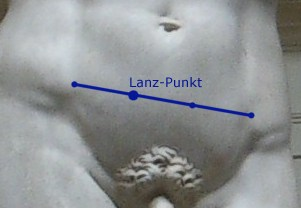
Lanz-Punkt auf der Lenzmann-Linie

Als Lanz-Punkt bezeichnet man in der Medizin eine Stelle, der die Verbindungslinie zwischen dem rechten und linken vorderen oberen Darmbeinstachel (Spina iliaca anterior superior oder einfach SIAS) in zwei Strecken von einem Drittel zu zwei Dritteln teilt. Er liegt dabei auf der Seite der rechten Spina iliaca etwa 5–6 cm medial von dieser entfernt. Ein Druckschmerz an diesem Punkt kann auf eine Appendizitis („Blinddarmentzündung“) hinweisen, ist jedoch nicht beweisend oder erforderlich für die Diagnosestellung.
Der Punkt ist nach Otto Lanz benannt, einem Schweizer Chirurgen.
Die Verbindungslinie der beiden vorderen oberen Darmbeinstachel wird nach dem deutschen Internisten Richard Lenzmann auch Lenzmann-Linie genannt.

## Originalbeschreibung
- Otto Lanz: Der McBurney’sche Punkt. In: Zentralblatt für Chirurgie. Band 35, Nr. 7, 1908, S. 185–190, (Textarchiv – Internet Archive).

## Weblink
- Lanz’ point bei whonamedit.com